# Suzanne Meyer-Zundel
Suzanne Meyer-Zundel, est une poétesse française, proche de Judith Gautier, la fille du poète Théophile Gautier. Elle a notamment écrit le recueil Les Psychosophiques.

## Biographie
Suzanne Meyer-Zundel, est une poétesse française  qui compose le recueil Les Psychosophiques.
Elle est proche de Judith Gautier, qu'elle accompagne durant une période de quinze ans, elle est parfois décrite comme étant sa compagne. À la mort de cette dernière, elle devient son héritière et habite dans son ancienne résidence parisienne rue de Washington. 
Elle consacre à Judith Gautier un ouvrage de poésie en 1920 : La Gloire de l'illusion. Ce dernier est considéré par Martine Lavaud comme « un hommage amoureux rendu à Judith [qui] est, d'un point de vue strictement littéraire, inégal, des maladresses côtoyant les beautés éphémères, mais on ne saurait aller jusqu'à dire qu'il est lamentable : çà et là, des fulgurances poétiques, l'élan d'une sincérité touchante qui sauve le vers du naufrage, et font mériter à l'ensemble une relecture plus attentive. »
Elle meurt le 21 février 1971 à Dinard. Enterrée au cimetière de Saint-Énogat, elle partage la tombe de son amie Judith Gautier. Une épitaphe en chinois est gravée sur la dalle de granit : « La lumière du ciel arrive... ». Elle prétend avoir réalisé elle-même cette inscription à l'époque de la mort de Judith Gautier.

## Publications
- Suzanne Meyer-Zundel, La Gloire de l'illusion, 1920, 382 p.
- Suzanne Meyer-Zundel, Quinze ans auprès de Judith Gautier. Souvenirs inédits, Dinard, 1969, 259 p. (BNF 35320807).
- Suzanne Meyer-Zundel, Les Psychosophiques, Paris, L'Harmattan, 2013 (réédition), 108 p. (ISBN 978-2-343-00441-9, BNF 43613821).